# Eric Frenzel
Pour les articles homonymes, voir Frenzel.
Eric Frenzel, né le 21 novembre 1988 à Annaberg-Buchholz, est un coureur du combiné nordique allemand. Il remporte cinq fois la Coupe du monde de 2013 à 2017, battant le record d'Hannu Manninen, quatre fois titré et signe 43 succès sur des courses individuelles. Il est champion olympique individuel en 2014 et 2018, et septuple champion du monde dont trois fois individuellement.

## Carrière
Frenzel court sa première épreuve officielle chez les juniors en 2003.
Il obtient son premier podium dans une compétition internationale à l'été 2006 lorsqu'il se classe troisième du Grand Prix à Klingenthal.
Il fait ses deux premières apparitions en Coupe du monde en janvier 2007 lors d'une étape organisée à Lago di Tesero. Malgré son inexpérience, il est sélectionné pour participer aux Mondiaux de ski nordique organisés à Sapporo où il obtient notamment une 22e place finale sur l'épreuve du gundersen. Quelque temps plus tard, Eric Frenzel se distingue lors des Mondiaux juniors de Tarvisio en devenant champion du monde sur l'épreuve du sprint.
Il retrouve le circuit coupe du monde lors de la saison 2007-2008 à l'occasion de l'épreuve d'ouverture se tenant à Kuusamo (Finlande). Lors de celle-ci, le jeune allemand remporte brillamment ses premiers points puisqu'il termine au pied du podium du gundersen. Il récidive lors de la seconde étape de la saison organisée à Trondheim avec deux places de quatrième. 
Le 19 janvier 2008, l'Allemand décroche son premier succès en Coupe du monde en remportant une mass start organisée à Klingenthal (Allemagne). Il s'y impose devant son compatriote Ronny Ackermann et le Finlandais Anssi Koivuranta. Auteur de deux autres podiums durant l'hiver, il termine sa première saison parmi l'élite au septième rang mondial.
Lors de ses premiers Jeux olympiques en 2010, il termine dixième à l'individuel en petit tremplin puis décroche une médaille de bronze lors de l'épreuve par équipes.
Il devient champion du monde sur petit tremplin en 2011 à Oslo.
Auteur de trois victoires consécutives en Coupe du monde en janvier 2013 à Seefeld puis Klingenthal, Frenzel prend la tête du classement provisoire de la Coupe du monde avec deux points d'avance sur le précédent leader, le Français Jason Lamy-Chappuis. Le lendemain, il s'impose à nouveau au même endroit et porte son avance sur Lamy-Chappuis à 57 points. Deuxième de la manche de Sotchi, il profite de la septième place du Français pour porter son avantage à 101 points.
Il devient champion du monde sur grand tremplin en 2013 dans le Val di Fiemme.
Le 15 mars 2013, en raison de sa victoire lors de l'épreuve d'Oslo, il remporte le classement général de la Coupe du monde de combiné nordique 2012-2013.
Lors de la saison 2013-2014, Frenzel entame son hiver par une victoire à Ruka, puis un succès à Lillehammer, où il bat son plus proche adversaire de près d'une minute. Frenzel remporte ensuite la première édition du Seefeld Triple en s'imposant sur les trois manches.
Lors des Jeux olympiques de Sotchi, sur l'épreuve du Gundersen Tremplin normal, avec 131,5 points obtenus lors du saut, Frenzel démarre en première place le ski de fond, six secondes devant le Japonais Akito Watabe. Rapidement rattrapé par ce dernier, ils vont se relayer pour éviter le retour des poursuivants. Au bout des 10 km de ski de fond, l'Allemand dépose au sprint Watabe, et décroche la médaille d'or. Lors de l'épreuve par équipes, en compagnie de Björn Kircheisen, Johannes Rydzek et Fabian Riessle, il décroche la médaille d'argent. En fin de saison, il reçoit la médaille Holmenkollen, célèbre distinction du ski nordique. Plus tard dans la saison, il remporte le classement général de la Coupe du monde 2014, conservant son titre acquis en 2013.
En ouverture de la saison suivante, Frenzel prend la 23e place, mais se reprend à Lillehammer, où il gagne le premier de sept succès (la totalité de ses podiums cette année). Après deux étapes sans podium, il revient au sommet de la hiérarchie à Chaux-Neuve, puis confirme sa domination à Seefeld, où il remporte les Trois Jours du combiné nordique ainsi qu'à Sapporo (deux victoires).
En 2015, à Falun (Suède), il devient champion du monde par équipes lors des Championnats du monde et est médaillé d'argent au sprint par équipes avec Rydzek derrière les Français. Puis, il remporte le classement général de la Coupe du monde 2015, sa troisième Coupe du monde consécutive, malgré une 23e place à Lahti, car ses concurrents Bernhard Gruber est malade et Jan Schmid se rate.
Lors de la Coupe du monde de combiné nordique 2015-2016, Frenzel gagne à Ramsau am Dachstein puis à Chaux-Neuve. Fin janvier 2016, il remporte les deux premières étapes des Trois jours du combiné nordique disputées à Seefeld. Sa deuxième victoire, la dixième consécutive dans la station autrichienne, lui permet de prendre la tête du classement général de la Coupe du monde. Il ne quitte plus cette position jusqu'à la fin de l'hiver grâce à trois autres succès (Trondheim, Lahti et Schonach).
Après dix victoires et 18 podiums, soit son meilleur total, il remporte la Coupe du monde de nouveau en 2017, devenant le seul quintuple vainqueur de la compétition devant Hannu Manninen. L'equipe allemande occupe quatre des cinq premières places au classement. Il domine notamment Johannes Rydzek grâce à trois victoires au mois de mars où il prend l'ascendant sur son adversaire. Aux Championnats du monde de Lahti, il est battu par Rydzek sur l'épreuve au petit tremplin pour le titre, mais remporte tout de même les deux titres par équipes.
Il conserve en 2018 son titre olympique en individuel sur tremplin normal en dominant sur le 10 kilomètres son grand rival Akito Watabe puis gagne la compétition par équipes grand tremplin + relais 4 x 5 km avec l'Allemagne, totalisant désormais trois titres olympiques et six médailles en tout. Cet hiver, il est moins performant dans la Coupe du monde, gagnant seulement deux épreuves à Ramsau et Trondheim, ce qui le retrograde au huitième rang du classement général.
Alors qu'il compte uniquement deux deuxièmes places à Lillehammer en Coupe du monde, il remporte ses 6e et 7e médailles d'or aux Championnats du monde 2019 à Seefeld. Comme en 2018 où il avait remporté deux titres olympiques, il se fait plutôt discret en Coupe du monde pour mieux surgir dans les grands évènements, s'imposant le 22 février dans l'épreuve Gundersen sur grand tremplin et deux jours plus tard dans la compétition sprint par équipes en compagnie de Fabian Riessle dans une course où les deux Allemands se montrent intouchables. Avec 14 médailles dont 7 titres, il est non seulement un des athlètes les plus décorés des championnats du monde de ski nordique mais de loin celui qui compte le plus d'or et de podiums en combiné nordique.
Six jours avant le début des épreuves olympiques 2022 de combiné nordique, il est testé positif en Chine au SARS-CoV-2 et est contraint au forfait pour l'épreuve du tremplin normal.

## Vie personnelle
Eric Frenzel est devenu père à l'âge de 18 ans. Sa femme s'appelle Laura et son fils Philip.

## Palmarès

### Jeux olympiques d'hiver
| Épreuve / Édition   | Individuel     | Individuel     | Par équipes Grand tremplin |
| Épreuve / Édition   | Petit tremplin | Grand tremplin | Par équipes Grand tremplin |
| JO 2010 Vancouver   | 10e            | 40e            | Bronze                     |
| JO 2014 Sotchi      | Or             | 10e            | Argent                     |
| JO 2018 Pyeongchang | Or             | Bronze         | Or                         |
| JO 2022 Pékin       | -              | -              | Argent                     |

### Championnats du monde
| Épreuve / Édition           | Individuel     | Individuel            | Par équipes Grand tremplin | Par équipes Grand tremplin  |
| Épreuve / Édition           | Petit tremplin | Sprint Grand tremplin | Par équipes Grand tremplin | Par équipes Grand tremplin  |
| Mondiaux 2007 Sapporo       | 22e            | -                     | -                          | -                           |
| Épreuve / Édition           | Individuel     | Individuel            | Individuel                 | Par équipes Relais          |
| Épreuve / Édition           | Petit tremplin | Grand tremplin        | Départ en ligne            | Par équipes Relais          |
| Mondiaux 2009 Liberec       | 34e            | 29e                   | 8e                         | Argent                      |
| Épreuve / Édition           | Individuel     | Individuel            | Par équipes                | Par équipes                 |
| Épreuve / Édition           | Petit tremplin | Grand tremplin        | Petit tremplin Relais      | Grand tremplin Relais       |
| Mondiaux 2011 Oslo          | Or             | Bronze                | Argent                     | Argent                      |
| Épreuve / Édition           | Individuel     | Individuel            | Par équipes                | Par équipes                 |
| Épreuve / Édition           | Petit tremplin | Grand tremplin        | Grand tremplin Sprint      | Petit tremplin Relais       |
| Mondiaux 2013 Val di Fiemme | 4e             | Or                    | Bronze                     | 6e                          |
| Mondiaux 2015 Falun         | 4e             | 10e                   | Argent                     | Or                          |
| Mondiaux 2017 Lahti         | Argent         | 7e                    | Or                         | Or                          |
| Mondiaux 2019 Seefeld       | 16e            | Or                    | Or                         | Argent                      |
| Mondiaux 2021 Oberstdorf    | 4e             | 4e                    | Bronze                     | Argent                      |
| Épreuve / Édition           | Individuel     | Individuel            | Par équipes                | Par équipes                 |
| Épreuve / Édition           | Petit tremplin | Grand tremplin        | Grand tremplin Relais      | Petit tremplin Relais mixte |
| Mondiaux 2023 Planica       |                |                       | Argent                     |                             |

### Coupe du monde
- 5 gros globes de cristal (2013, 2014, 2015, 2016 et 2017).
- 83 podiums individuels, dont 43 victoires.
- 23 podiums par équipes dont 11 victoires.

#### Différents classements en Coupe du monde
| Année     | Classement général final |
| 2007-2008 | 7e                       |
| 2008-2009 | 11e                      |
| 2009-2010 | 4e                       |
| 2010-2011 | 4e                       |
| 2011-2012 | 6e                       |
| 2012-2013 | 1er                      |
| 2013-2014 | 1er                      |
| 2014-2015 | 1er                      |
| 2015-2016 | 1er                      |
| 2016-2017 | 1er                      |
| 2017-2018 | 8e                       |
| 2018-2019 | 12e                      |
| 2019-2020 | 7e                       |
| 2020-2021 | 5e                       |
| 2021-2022 | 7e                       |
| 2022-2023 | 18e                      |

### Victoires
| Numéro | Saison  | Date             | Lieu          | Tremplin                         | Taille | Discipline   |
| ------ | ------- | ---------------- | ------------- | -------------------------------- | ------ | ------------ |
| 1      | 2007/08 | 20 January 2008  | Klingenthal   | Vogtland Arena HS140             | GT     | Mass-start   |
| 2      | 2009/10 | 30 janvier 2010  | Seefeld       | Toni-Seelos-Olympiaschanze HS100 | PT     | Gundersen    |
| 3      | 2011/12 | 4 décembre 2011  | Lillehammer   | Lysgårdsbakken HS138             | GT     | Penalty Race |
| 4      | 2012/13 | 19 janvier 2013  | Seefeld       | Toni-Seelos-Olympiaschanze HS109 | PT     | Gundersen    |
| 5      | 2012/13 | 20 janvier 2013  | Seefeld       | Toni-Seelos-Olympiaschanze HS109 | PT     | Gundersen    |
| 6      | 2012/13 | 26 janvier 2013  | Klingenthal   | Vogtland Arena HS140             | GT     | Gundersen    |
| 7      | 2012/13 | 27 janvier 2013  | Klingenthal   | Vogtland Arena HS140             | GT     | Penalty Race |
| 8      | 2012/13 | 8 mars 2013      | Lahti         | Salpausselkä HS130               | GT     | Gundersen    |
| 9      | 2012/13 | 15 mars 2013     | Oslo          | Holmenkollbakken HS134           | GT     | Gundersen    |
| 10     | 2013/14 | 30 novembre 2013 | Kuusamo       | Rukatunturi HS142                | GT     | Gundersen    |
| 11     | 2013/14 | 8 décembre 2013  | Lillehammer   | Lysgårdsbakken HS138             | GT     | Gundersen    |
| 12     | 2013/14 | 15 décembre 2013 | Ramsau        | W90-Mattensprunganlage HS98      | PT     | Gundersen    |
| 13     | 2013/14 | 17 janvier 2014  | Seefeld       | Toni-Seelos-Olympiaschanze HS109 | PT     | Sprint       |
| 14     | 2013/14 | 18 janvier 2014  | Seefeld       | Toni-Seelos-Olympiaschanze HS109 | PT     | Gundersen    |
| 15     | 2013/14 | 19 janvier 2014  | Seefeld       | Toni-Seelos-Olympiaschanze HS109 | PT     | Gundersen    |
| 16     | 2013/14 | 26 janvier 2014  | Oberstdorf    | Schattenbergschanze HS137        | GT     | Gundersen    |
| 17     | 2014/15 | 6 décembre 2014  | Lillehammer   | Lysgårdsbakken HS138             | GT     | Gundersen    |
| 18     | 2014/15 | 10 janvier 2015  | Chaux-Neuve   | La Côté Feuillée HS118           | GT     | Gundersen    |
| 19     | 2014/15 | 16 janvier 2015  | Seefeld       | Toni-Seelos-Olympiaschanze HS109 | PT     | Sprint       |
| 20     | 2014/15 | 17 janvier 2015  | Seefeld       | Toni-Seelos-Olympiaschanze HS109 | PT     | Gundersen    |
| 21     | 2014/15 | 18 janvier 2015  | Seefeld       | Toni-Seelos-Olympiaschanze HS109 | PT     | Gundersen    |
| 22     | 2014/15 | 23 janvier 2015  | Sapporo       | Ōkurayama HS134                  | GT     | Gundersen    |
| 23     | 2014/15 | 24 janvier 2015  | Sapporo       | Ōkurayama HS134                  | GT     | Gundersen    |
| 24     | 2015/16 | 20 décembre 2015 | Ramsau        | W90-Mattensprunganlage HS98      | PT     | Gundersen    |
| 25     | 2015/16 | 23 janvier 2016  | Chaux-Neuve   | La Côté Feuillée HS118           | GT     | Gundersen    |
| 26     | 2015/16 | 29 janvier 2016  | Seefeld       | Toni-Seelos-Olympiaschanze HS109 | PT     | Sprint       |
| 27     | 2015/16 | 30 janvier 2016  | Seefeld       | Toni-Seelos-Olympiaschanze HS109 | PT     | Gundersen    |
| 28     | 2015/16 | 31 janvier 2016  | Seefeld       | Toni-Seelos-Olympiaschanze HS109 | PT     | Gundersen    |
| 29     | 2015/16 | 10 février 2016  | Trondheim     | Granåsen HS140                   | GT     | Gundersen    |
| 30     | 2015/16 | 19 février 2016  | Lahti         | Salpausselkä HS130               | GT     | Gundersen    |
| 31     | 2015/16 | 5 mars 2016      | Schonach      | Langenwaldschanze HS106          | PT     | Gundersen    |
| 32     | 2016/17 | 3 décembre 2016  | Lillehammer   | Lysgårdsbakken HS100             | PT     | Gundersen    |
| 33     | 2016/17 | 4 décembre 2016  | Lillehammer   | Lysgårdsbakken HS138             | GT     | Gundersen    |
| 34     | 2016/17 | 18 décembre 2016 | Ramsau        | W90-Mattensprunganlage HS98      | PT     | Gundersen    |
| 35     | 2016/17 | 7 janvier 2017   | Lahti         | Salpausselkä HS130               | GT     | Gundersen    |
| 36     | 2016/17 | 13 janvier 2017  | Val di Fiemme | Trampolino dal Ben HS134         | GT     | Gundersen    |
| 37     | 2016/17 | 15 janvier 2017  | Val di Fiemme | Trampolino dal Ben HS134         | GT     | Gundersen    |
| 38     | 2016/17 | 29 janvier 2017  | Seefeld       | Toni-Seelos-Olympiaschanze HS109 | PT     | Gundersen    |
| 39     | 2016/17 | 15 mars 2017     | Trondheim     | Granåsen HS140                   | GT     | Gundersen    |
| 40     | 2016/17 | 18 mars 2017     | Schonach      | Langenwaldschanze HS106          | PT     | Gundersen    |
| 41     | 2016/17 | 19 mars 2017     | Schonach      | Langenwaldschanze HS106          | PT     | Gundersen    |
| 42     | 2017/18 | 16 décembre 2017 | Ramsau        | W90-Mattensprunganlage HS98      | PT     | Gundersen    |
| 43     | 2017/18 | 13 mars 2018     | Trondheim     | Granåsen HS140                   | GT     | Gundersen    |

### Championnats du monde junior
- Tarvisio 2007 : 
  -  Médaille d'or du sprint.
  -  Médaille d'argent par équipes.